# Fuerza Expedicionaria Británica (Primera Guerra Mundial)
La Fuerza Expedicionaria Británica o BEF fue el Ejército británico enviado al frente occidental durante la Primera Guerra Mundial. La planificación de una fuerza expedicionaria británica comenzó con las reformas Haldane del Ejército británico llevadas a cabo por la Secretaría de Estado de Guerra, cuyo mando recayó en Richard Haldane después de la segunda guerra bóer (1899-1902).
El término "Fuerza Expedicionaria Británica" se utiliza a menudo para referirse solo a las fuerzas presentes en Francia antes del final de la Primera batalla de Ypres el 22 de noviembre de 1914. A finales de 1914, después de las batallas de Mons, Le Cateau, el Aisne e Ypres, el antiguo ejército regular había sido eliminado, aunque logró detener el avance alemán. Otro punto de inicio alternativo dado a la BEF es el 26 de diciembre de 1914, cuando fue dividido en el Primer y Segundo ejércitos (el tercero, el cuarto  y el quinto se crearon más adelante en la guerra). "B.E.F." permaneció como el nombre oficial de los ejércitos británicos en Francia y Flandes a lo largo de la Primera Guerra Mundial.
El emperador Guillermo II de Alemania, que se hizo célebre por su odio a la BEF, supuestamente emitió una orden el 19 de agosto de 1914 que incitaba a "exterminar a los traidores ingleses y caminar sobre el pequeño y despreciable ejército del general French". Por lo tanto, en los últimos años, los supervivientes del ejército regular se denominaron a sí mismos "The Old Contemptibles" (Los viejos despreciables). Aun así, nunca se ha encontrado ninguna evidencia de dicha orden expedida por el káiser.